# Acraea masamba
Acraea masamba är en fjärilsart som beskrevs av Ward 1872. Acraea masamba ingår i släktet Acraea och familjen praktfjärilar. Inga underarter finns listade i Catalogue of Life.

## Bildgalleri

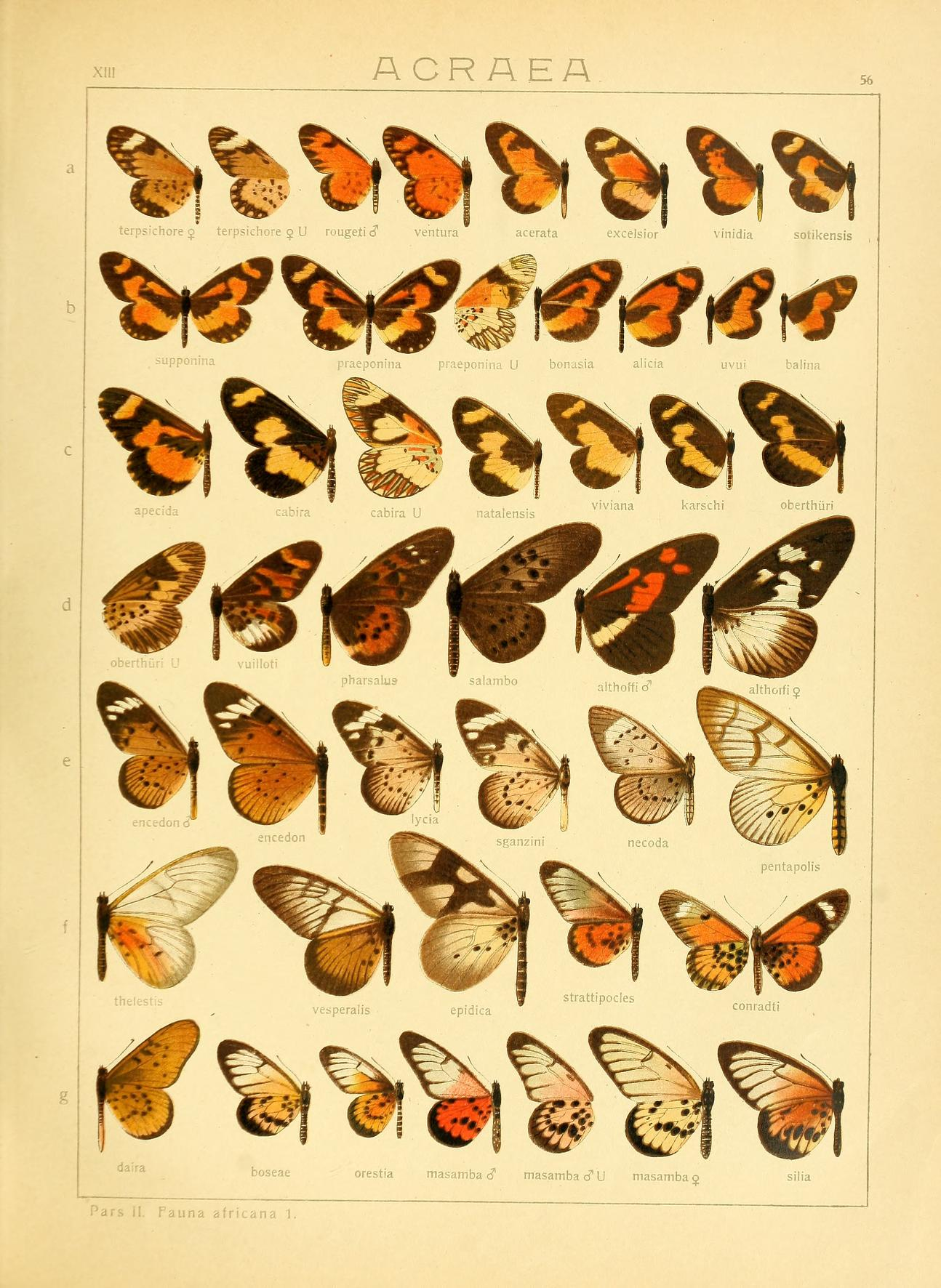
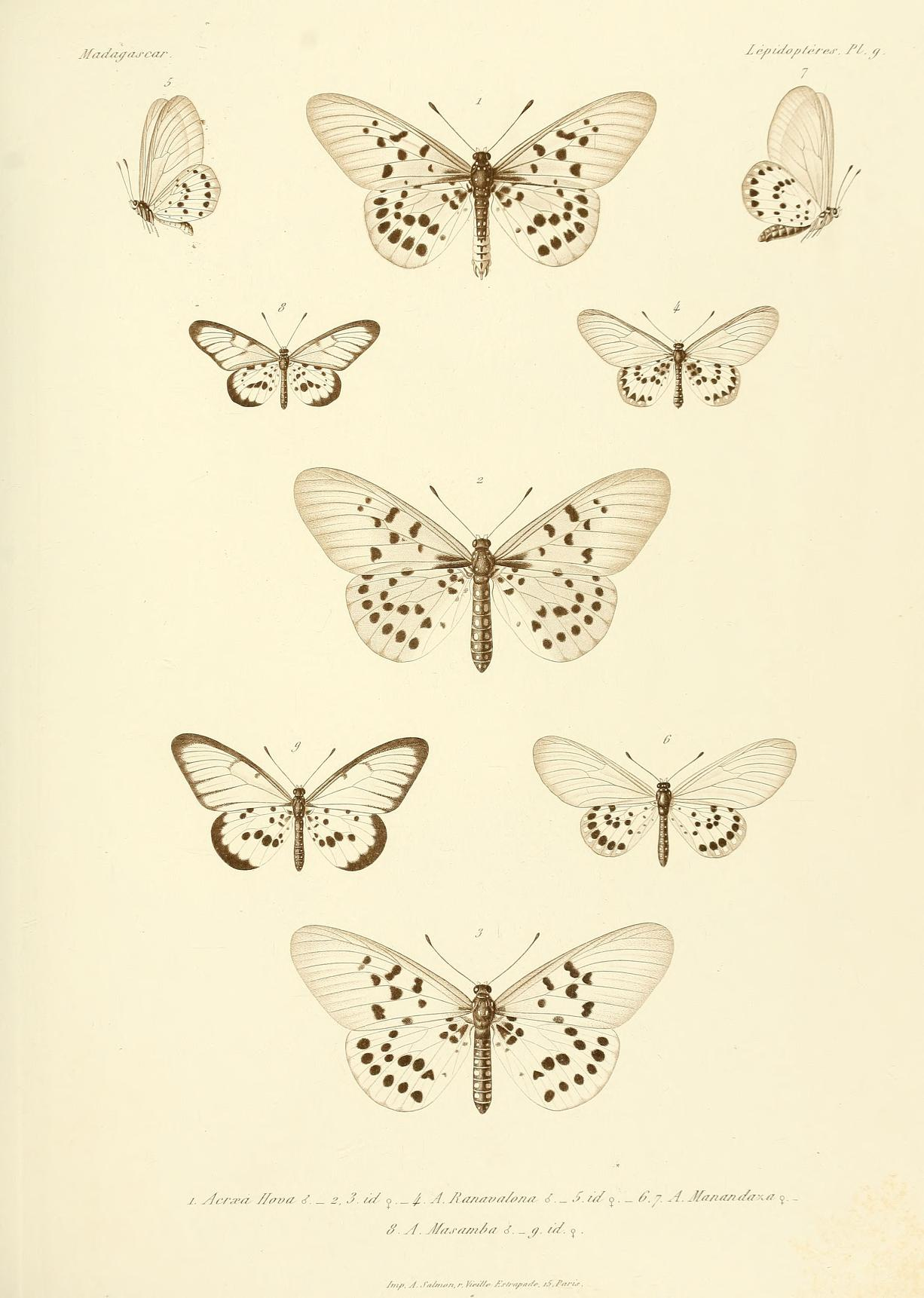
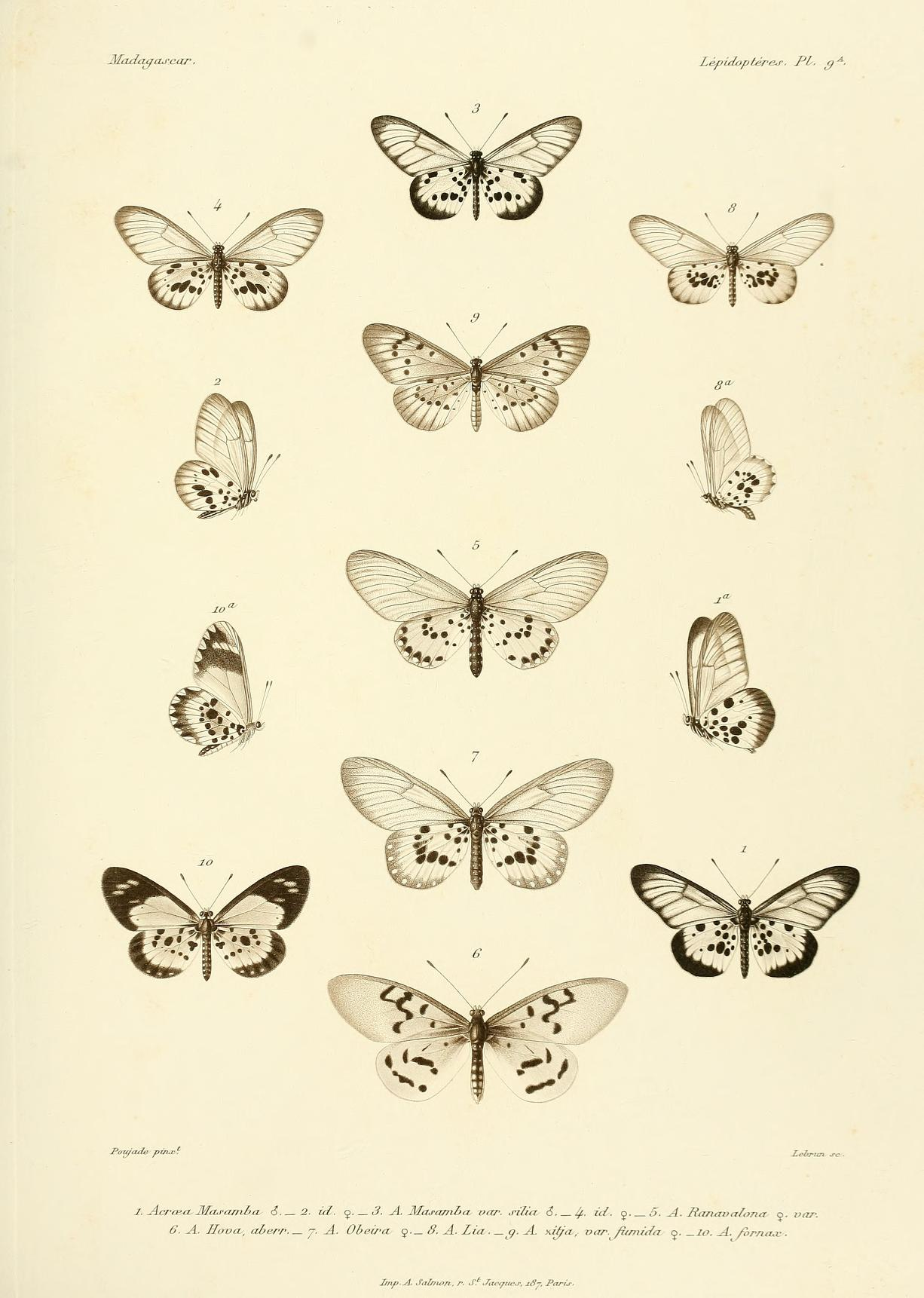